# Veronai Aréna
A Veronai Aréna (olaszul: Arena di Verona) egy amfiteátrum a Római Birodalom korából az olaszországi Veronában. Az arénát az 1. században építették, s még ma is használják, főként zenei rendezvényekre.
A Veronai Aréna az egyik legjobb állapotban fennmaradt római aréna. Egykoron 30 ezer néző befogadására volt alkalmas, ma biztonsági okokból, csak 15 ezren lehetnek benne egyszerre. I. sz. 30-ban építették, a városfalon belül. Az amfiteátrum falait Valpolicellából származó fehér és rózsaszínű mészkőből építették. 1117-ben egy földrengés szinte teljesen elpusztította a külső gyűrűt, amelynek köveit más építkezéseken használták fel.
A reneszánsz korban megpróbálták feleleveníteni az amfiteátrum egykori funkcióját, majd az 1850-es években is tartottak benne operaelőadásokat. 1913. augusztus 10-én Giuseppe Verdi Aidája volt az első 20. századi operabemutató az arénában, azóta rendszeresek az ilyen események a nyári hónapokban. Számos könnyűzenei koncertet is rendeztek az amfiteátrumban.

## Egyéb rendezvények
Az Aréna volt a Giro d’Italia befutója 1981-ban, 1984-ben, 2010-ben, 2019-ben és 2022-ben. 1988. május 23-án, mintegy a hidegháború lezárásaként, az amfiteátrumban játszották le az Amerikai Egyesült Államok és a Szovjetunió közötti barátságos férfi röplabdamérkőzést. A Veronai Arénában zajlott az 1970-es Játék határok nélkül televíziós program fináléja.

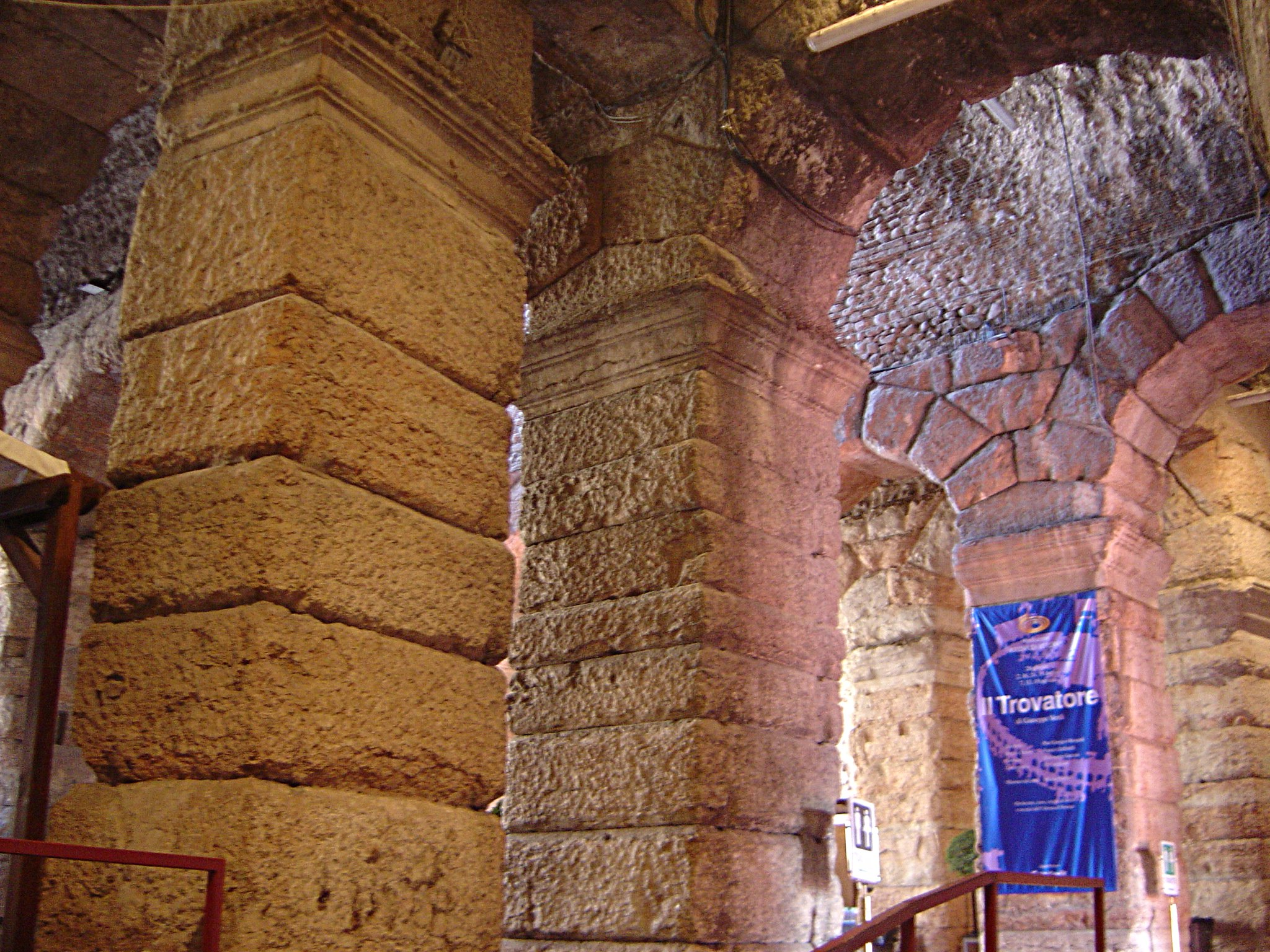
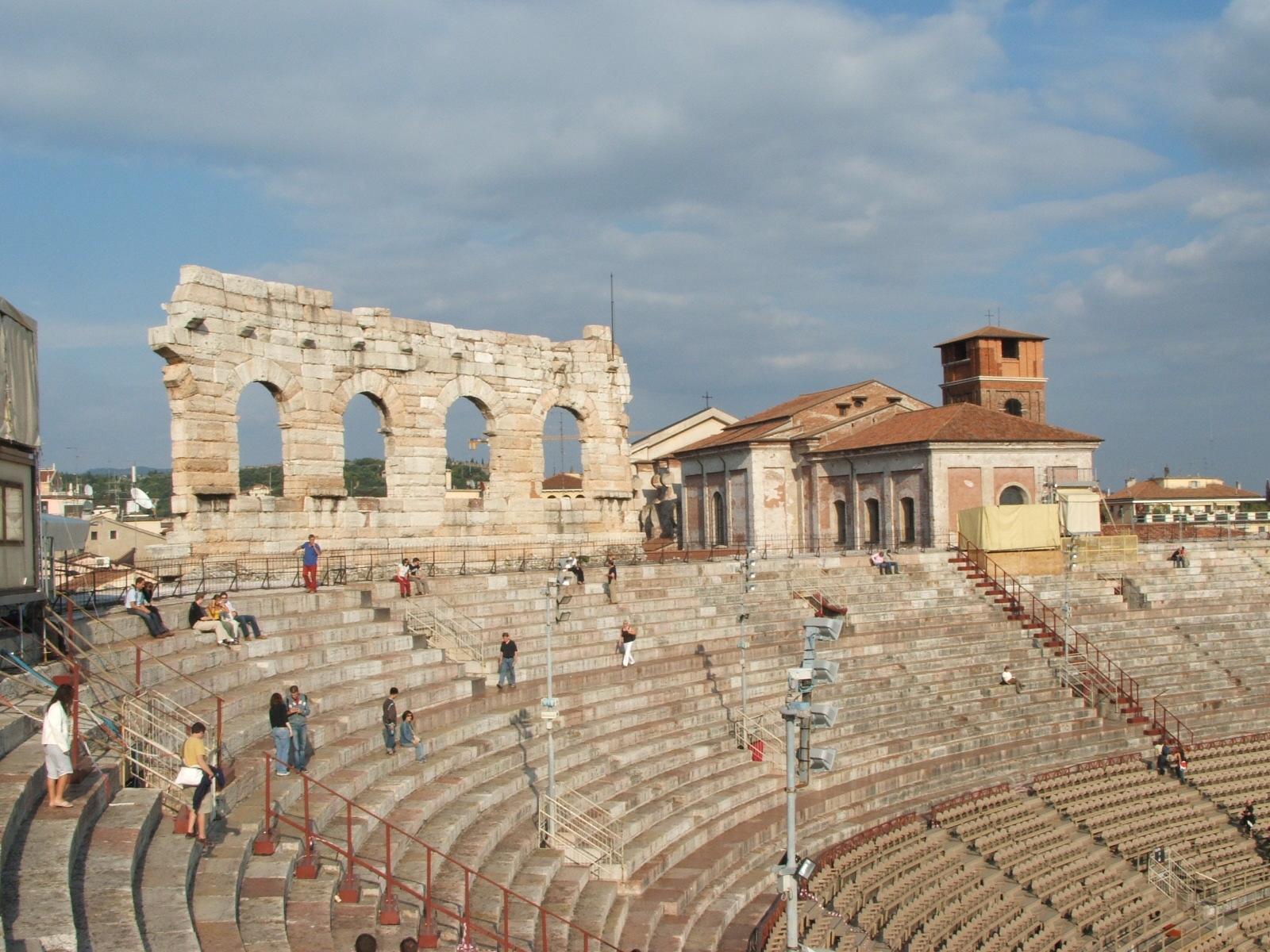

## Fordítás
- Ez a szócikk részben vagy egészben  a   Verona Arena című angol Wikipédia-szócikk ezen változatának fordításán alapul.  Az eredeti cikk szerkesztőit annak laptörténete sorolja fel. Ez a jelzés csupán a megfogalmazás eredetét és a szerzői jogokat jelzi, nem szolgál a cikkben szereplő információk forrásmegjelöléseként.